# Glenea xanthotaenia
Glenea xanthotaenia är en skalbaggsart som beskrevs av Raffaello Gestro 1875. Glenea xanthotaenia ingår i släktet Glenea och familjen långhorningar. Inga underarter finns listade i Catalogue of Life.